# Franjo Sirc
Franjo Sirc, slovenski heroj in vse zapja, * 27. november 1891, Kranj, Avstro-Ogrska, † 9. november 1950, Ljubljana, Federativna ljudska republika Jugoslavija.

## Življenje
Franjo Sirc se je rodil 27. novembra 1891 v Kranju  znanemu kranjskemu gostilničarju in trgovcu Francu Sircu in materi Mariji, rojeni Franchetti. Študiral je na češko-slovanski Trgovski slovanski akademiji v Pragi. Najprej je bil zaposlen pri Živnostenski banki (tj. pri podružnici praške Obrtniške banke v Trstu), v času prve svetovne vojne pa je bil vpoklican v vojsko. Leta 1918 se je poročil z Zdenko Pirc, ki je bila hči kranjskega politika Cirila Pirca, in ki mu je leta 1920 rodila sina Ljuba.
Po vrnitvi iz vojne se je Sirc, ki je imel dobre zveze s češkimi kapitalisti, predvsem v Kranju pričel aktivno ukvarjati s podjetništvom in po nekaj letih pričel doživljati prve uspehe zlasti v tekstilni industriji. V letu 1928 je sodeloval pri ustanavljanju več podjetij, med drugim je že snoval tudi svojo lastno tovarno. Konec tridesetih let je svoje podjetniške dejavnosti močno razširil in postal eden najbolj znanih slovenskih gospodarstvenikov svojega časa.
Po napadu na Jugoslavijo in nemški okupaciji Gorenjske se je Sirc iz strahu za lastno življenje z ženo umaknil v Ljubljano, kjer je bil pritisk za odtenek manjši. Sirc je do nemških okupatorjev namreč gojil globoko nezaupanje, obenem pa tudi Nemci do njega. Sirčevo premično in nepremično premoženje je nacistična oblast zato v celoti zasegla tako v Sloveniji kot v Srbiji. Njegovo tovarno in premoženje so Nemci zaplenili, jo predali berlinski družbi Luftfahrtanlagen, le-ta pa je tekstilne stroje razprodala, v tovarni pa uvedla proizvodnjo sestavnih delov za vojaško letalsko industrijo. Zato se je znašel v težavah, saj je ostal brez premoženja, v Ljubljani pa je bil sedež vseh slovenskih bank, ki so bile Sirčeve upnice. Vendar se mu je uspelo dogovoriti za odlog poplačila terjatev. Sirčevi poskusi rešiti svoje premoženje so bili neuspešni. 
Čeprav se ni strinjal z idejami Osvobodilne fronte, je z njo pričel sodelovati in jo materialno in finančno podpirati.  Po končani vojni je Sirc novim oblastem ponudil sodelovanje, te pa so ponudbo zaradi predvojne slave in uspešnosti sprejele in mu ponudile opravljanje odgovornih nalog na Ministrstvu za industrijo in rudarstvo. Zaradi teh nalog je veliko potoval po svetu, med drugim tudi v ZDA.
Sirc je po vojni izsledil stroje svoje tovarne in skušal doseči, da bi mu nove oblasti vrnile premoženje oziroma mu namesto njega izplačevale pokojnino. Vendar je bil zaradi politike nacionalizacije pri tem neuspešen, čedalje bolj nepriljubljen in je postajal vse bolj zaskrbljen za svojo usodo in usodo svoje družine. Ko se je leta 1947 vrnil iz službene poti na Poljsko, je bil aretiran in obtožen posredovanja podatkov o stanju jugoslovanske tekstilne industrije svojemu sinu Ljubu, ta pa angleškemu konzulu v Ljubljani. Tako je skupaj s sinom Ljubom postal eden od udeležencev montiranega Nagodetovega procesa, ki je bil organiziran z namenom da se zatre vsakršna opozicija v državi. Na sojenju je izjavil, da bi moral biti zaradi svojega dela nagrajen ne pa kaznovan. Sodišče ga je obsodilo na deset let zaporne kazni s prisilnim delom, izgubo političnih pravic za 10 let in mu zaplenilo premoženje.  Obtožbe in obsodba so ga globoko prizadele in zaradi zdravstvenih težav so ga avgusta 1950 pogojno izpustili iz zapora. Umrl je 8. novembra 1950  na interni kliniki v Ljubljani, pokopan pa je v Kranju.

## Dosežki

### Dosežki v podjetništvu
Franjo Sirc je bil v obdobju med dvema svetovnima vojnama eden od vodilnih domačih podjetnikov v Dravski banovini in tudi celotni Jugoslaviji. Po pripravništvu v Živnostenski banki je bil od leta 1911 zaposlen kot uradnik v Kreditni banki v Ljubljani, hkrati pa je pomagal materi pri vodenju trgovine.  Po vrnitvi iz vojske je prevzel vodenje materine trgovine, ki jo je želel spremeniti v veletrgovino, a se mu ni posrečilo. Leta 1922 je po zaslugi tasta Cirila Pirca postal direktor kranjske podružnice Slavenske banke in se na tem mestu obdržal vse do njenega stečaja leta 1927. Sirca je Pirc kot odgovornega urednika zaposlil tudi v svoji kranjski Tiskarni Sava. 
Še kot direktor Slavenske banke je Sirc začel sodelovati s tujimi tovarnarji, ki so začeli v Kranju graditi tekstilne tovarne. Z razpadom Avstro-Ogrske so meje med državami postale prave carinske pregrade, ki so ščitile domačo industrijo, zaradi potrebe po zniževanju stroškov proizvodnje pa se je češki kapital pričel seliti v naše kraje.
Zaščitne carine za domačo industrijo in stiki s češkimi kapitalisti so Sircu omogočili odločilni podjetniški preboj. Že leta 1923  je bil Sirc med soustanovitelji s češkim kapitalom ustanovljenega podjetja Jugočeske d.d., ki je bila prva tekstilna tovarna v Kranju. Po propadu Slavenske banke je Sirc leta 1928 postal tudi soustanovitelj podjetja Jugobruna, ki se je prav tako ukvarjalo s tekstilno industrijo. To podjetje je leta 1934 zaposlovalo že 1.200 ljudi. V letu 1928 je Sirc sicer sodeloval pri ustanavljanju več tekstilnih podjetij; s pomočjo gospodarskih in političnih zvez pa mu je uspelo zbrati kapital tudi za zagon lastne tovarne v Stražišču pri Kranju, pri čemer je njegova mehanična tkalnica s proizvodnjo pričela leta 1930,  zaposlovala 50 delavcev, na leto pa proizvedla med 800.000 in 1.250.000 tekočih metrov bombažne tkanine. Preko tasta Cirila Pirca je imel Franjo Sirc zaledje v predvojni slovenski liberalni politiki, preko nje pa tudi z državnim središčem Beogradom. Uspešno poslovanje mu je omogočilo, da je začel tekstilno tovarno širiti in modernizirati vse do izbruha druge svetovne vojne. Konec tridesetih let je močno razširil svoje dejavnosti v Srbiji, tja pa si je zaradi nižjih proizvodnih stroškov želel prenesti del proizvodnje. Obenem je svojo dejavnost pričel širiti tudi na področju tiskarstva in hotelirstva.

### Dosežki v gospodarski politiki
Kot uspešnega in prodornega poslovneža so Sirca oblasti kraljevine Jugoslavije redno imenovale v državne gospodarske delegacije, kjer je bil odgovoren za sklepanje pogodb pri nakupu surovin za tekstilno industrijo. Po koncu druge svetovne vojne je zaradi predvojnih zaslug  opravljal številna odgovorna dela na Ministrstvu za industrijo: pripravil je načrt obnove in razvoja tekstilne industrije, sodeloval v državnih trgovinskih delegacijah pri sklepanjih trgovinskih sporazumov, ukvarjal se je z nabavo strojne opreme.

## Priznanja in nagrade
- Leta 1991 je bil s sodbo Vrhovnega sodišča posthumno rehabilitiran, prav tako so bile razveljavljene tudi sodbe proti ostalim obsojenim na Nagodetovem procesu.